# Litoria adelaidensis
Espèce
Synonymes
- Hyla adelaidensis Gray, 1841
- Hyla bioculata Gray, 1841
- Hyla schuetteri Keferstein, 1868

Statut de conservation UICN

 LC  : Préoccupation mineure
Litoria adelaidensis est une espèce d'amphibiens de la famille des Pelodryadidae.

## Répartition

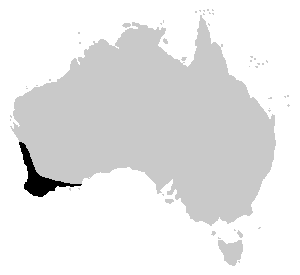
Distribution

Cette espèce est endémique d'Australie-Occidentale. Elle se rencontre dans la région côtière du Sud-Ouest de l'État, de Port Gregory à Bremer Bay et d'Esperance à Mount Ragged du niveau de la mer jusqu'à 600 m d'altitude ce qui représente 209 100 km2.

## Habitat
Elle vit dans la végétation au bord des marais et des lagunes.

## Description
Les mâles mesurent de 34 à 45 mm et les femelles de 42 à 47 mm.
Elle est connue des anglophones sous le nom de Slender Tree Frog, soit « rainette fine » en français, car cette grenouille a un aspect très menu. Le corps est mince et plat avec un museau pointu. Le dos est de couleur variable, uniformément brun ou vert ou brun avec des taches vertes. Les flancs portent une bande brun foncé ou noire, qui se prolonge sur la tête à travers l'œil jusqu'à la narine, la ligne étant beaucoup plus étroite entre la narine et l'œil. Le ventre est blanc et l'intérieur des cuisses porte des taches rouge vif. Le tympan est grand et bien visible. Les doigts des pattes antérieures ne sont pas palmés la plupart du temps alors que les orteils le sont au trois quarts.

## Éthologie
Les mâles s'installent près d'une source d'eau pour attirer les femelles avec leur cri puissant. L'accouplement a lieu au début du printemps.

## Publication originale
- Gray, 1841 : Descriptions of some new species and four new genera of reptiles from Western Australia, discovered by John Gould, Esq. Annals and Magazine of Natural History, sér. 1, vol. 7, p. 86–91 (texte intégral).